# Kuskoszczur
Kuskoszczur (Cuscomys) – rodzaj ssaków z rodziny szynszyloszczurowatych (Abrocomidae).

## Rozmieszczenie geograficzne
Rodzaj obejmuje gatunki występujące endemicznie w Peru.

## Morfologia
Długość ciała (bez ogona) 346 mm, długość ogona 263 mm, długość tylnej stopy z pazurami 65 mm, bez pazurów 59 mm, długość ucha 37 mm; masa ciała 910 g (samica we wczesnej ciąży).

## Systematyka
Rodzaj zdefiniowała w 1999 roku amerykańska teriolożka Louise Emmons w artykule zatytułowanym Nowy rodzaj i gatunek gryzonia z rodziny Abrocomidae z Peru (Rodentia, Abrocomidae), opublikowanym w czasopiśmie „American Museum Novitates”. Gatunkiem typowym jest (oryginalne oznaczenie) kuskoszczur szary (C. ashaninka).

### Etymologia
Cuscomys: Cuzco, Peru; gr. μυς mus, μυος muos ‘mysz’.

### Podział systematyczny
Wraz z odkryciem przez Emmons, w 1999 nowego gatunku kuskoszczur szary, został wraz z kuskoszczurem inkaskim (zaliczanym do tej pory do rodzaju szynszyloszczur) wydzielony do nowego rodzaju – Cuscomys; w takim ujęciu do rodzaju należą następujące gatunki:
| Grafika | Gatunek            | Autor i rok opisu | Nazwa zwyczajowa    | Podgatunki         | Rozmieszczenie geograficzne                                                                                            | Podstawowe wymiary                              | Status IUCN |
| ------- | ------------------ | ----------------- | ------------------- | ------------------ | --- | ----------------------------------------------- | ----------- |
|         | Cuscomys ashaninka | L.H. Emmons, 1999 | kuskoszczur szary   | gatunek monotypowy | źródła rzeki Pomeruni, na zachód od grzbietu podziału rzek Apurímac-Ene (Junín); zakres wysokości: około 3370 m n.p.m. | DC: około 35 cm DO: około 26 cm MC: około 910 g | DD          |
|         | Cuscomys oblativus | (Eaton, 1916)     | kuskoszczur inkaski | gatunek monotypowy | okolice Machu Picchu (Cuzco); zakres wysokości: około 2700 m n.p.m.                                                    | DC: brak danych DO: brak danych MC: brak danych | DD          |

Kategorie IUCN:  DD  – gatunki o nieokreślonym stopniu zagrożenia.